# Bobette van Gelder
Bobette van Gelder, eigenlijk Rebecca van Gelder (Amsterdam, 15 september 1891 – Bergen-Belsen, 29 januari 1945) was een Nederlands schilder, tekenaar en illustrator. Ze noemde zich ook Bobette Stratthon-van Gelder of Bob Stratthon van Gelder.

## Levensloop
Bobette van Gelder werd geboren aan de Geldersekade in Amsterdam, als oudste dochter van Meijer David van Gelder en Johanna Grewel. Op aanraden van de schilder Philip Zilcken staakte ze haar studie aan de Haagse Academie van Beeldende Kunsten, die zij "die afschuwelyk burgelyke Academie" noemde. Ze vertrok naar het buitenland en studeerde in Berlijn, Londen en Parijs/ Van 1924 tot 1928 woonde ze met haar ouders in Bussum, waar ze stond ingeschreven als "schrijfster voor couranten", daarna keerde ze terug naar Amsterdam. Ze tekende en schilderde onder meer figuurstudies. landschappen en modetekeningen in aquarel en olieverf, maar ook karikaturale voorstellingen van de society.
Bobette van Gelder gebruikte regelmatig de jongensnaam Bob als kunstenaarsnaam om te voorkomen dat ze bij voorbaat als vrouwelijke kunstenaar werd weggezet. Als kunstenaar speelden vrouwen in haar tijd de tweede viool. Waar ze het pseudoniem 'Stratthon-van Gelder' aan heeft ontleend is niet duidelijk. Ze gebruikte de naam onder meer als illustrator van het blad Nova; Ellerman's Nieuw Magazine (1927, 1929) en toen ze in het voorjaar van 1929 exposeerde in De moderne kunsthandel in Amsterdam. Met Berthe Edersheim, Fré Cohen, Marianne Franken, Emma Hoffman en een aantal anderen nam ze in 1934 deel aan een tentoonstelling van Joodse schilderessen. Van Gelder sloot zich aan bij De Onafhankelijken, waarmee ze onder andere deelnam aan een jubileumtentoonstelling in 1932 (als 'Bobette Stratthon-van Gelder'). Van Gelder nam verder nog deel aan een tweetal antifascistische tentoonstellingen: de Twee werelden (1934) in Rotterdam en De Olympiade Onder Dictatuur (D.O.O.D.) in De Geelvinck in Amsterdam (1936). Aanleiding voor de laatste was dat de Olympische Spelen in dat jaar in nazi-Duitsland werden gehouden. Er werd bij D.O.O.D. werk getoond van onder anderen Peter Alma, Chris Beekman, Helen Ernst, Albert Hahn en Henk Henriët, van Van Gelder was haar prent Ode aan de oorlog te zien.
Tweede Wereldoorlog
In januari 1941 exposeerde Van Gelder met Arnold Davids, Ferdinand Erfmann, Dirk Filarski, Ger Langeweg, Elie Neuburger, Willem Rädecker en Annie de Roos bij galerie Hungaria aan de Leidsestraat in Amsterdam. De recensent van het Algemeen Handelsblad schreef daarop over haar "Weinig Nederlandsche kunstenaars componeeren zoo vrij en gemakkelijk als Bob Stratthon-Van Gelder. Zij is een illustratief talent, begiftigd met zuivere schilderseigenschappen. Het best komt het geheel van haar qualiteiten tot zijn recht in het halfnaakt voor een raam, dat uitziet op een statig gebouw, een werk van klassieke allure, en in de kleine composities „Interieur met dame" en „Studie", voorstelling van een jonge vrouw, die, uit bed komend, een kous aantrekt; ook in de aquarel „Kinderkermis". Iets schrijnends, een soort wrange spot verleent sommigen harer werken een vreemde bekoring."
In april 1941 nam Van Gelder deel aan een expositie van De Onafhankelijken in het Stedelijk Museum Amsterdam. Een maand later besloot het Reichskommissariat Niederlande dat alle Joden uit Nederland moesten verdwijnen. In de loop van de maanden daarna werden steeds meer beperkende maatregelen van kracht, waarbij het Joden onder meer werd verboden lid te zijn van verenigingen van personen en van stichtingen zonder economisch doel (Verordening 199/1941, 22 oktober 1941). In De Telegraaf van 30 december 1942 plaatste Van Gelder onder de naam Stratthon nog een oproep voor de tijdschriften Voque, Votre Beauté. Femina, Esquire en La vie Parisienne. Van Gelder dook later waarschijnlijk onder. Ze werd opgepakt en als 'strafgeval' naar kamp Westerbork gestuurd, ze kwam daar in juni 1944 in strafbarak 67 terecht. In augustus werd ook Anne Frank met haar familie in de barak ondergebracht. Van Gelder werd op 13 september 1944 met het laatste transport van Westerbork naar Bergen-Belsen afgevoerd. Ze kwam een aantal maanden later, op 53-jarige leeftijd, om het leven.
Na de oorlog werd Van Gelder herdacht bij de herdenkingstentoonstellingen 'Kunst in het harnas' (1945) in het Stedelijk Museum Amsterdam en 'Rebel, mijn hart' (1995) in de Nieuwe Kerk in Amsterdam. Haar werk was ook te zien op de tentoonstellingen Magie en Zakelijkheid, realistische schilderkunst in Nederland 1925-1945 in Arnhem (1999), in Vermoorde kunst in het Noord-Veluws Museum en Museum Sjoel Elburg (2020) en op de tentoonstelling Vrouwenpalet 1900-1950 in de Kunsthal Rotterdam.

## Enkele werken

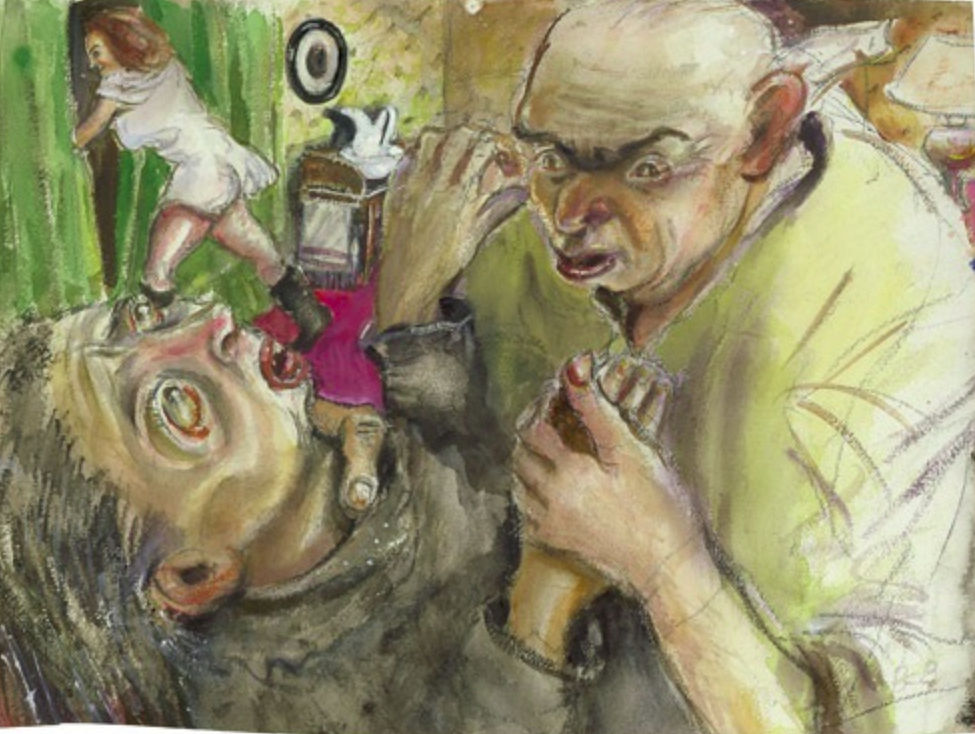
De verstoorde rendez-vous (ca. 1925)
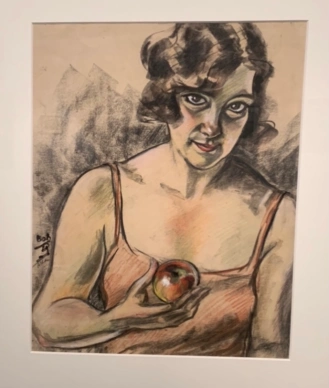
Zelfportret met appel (1929)
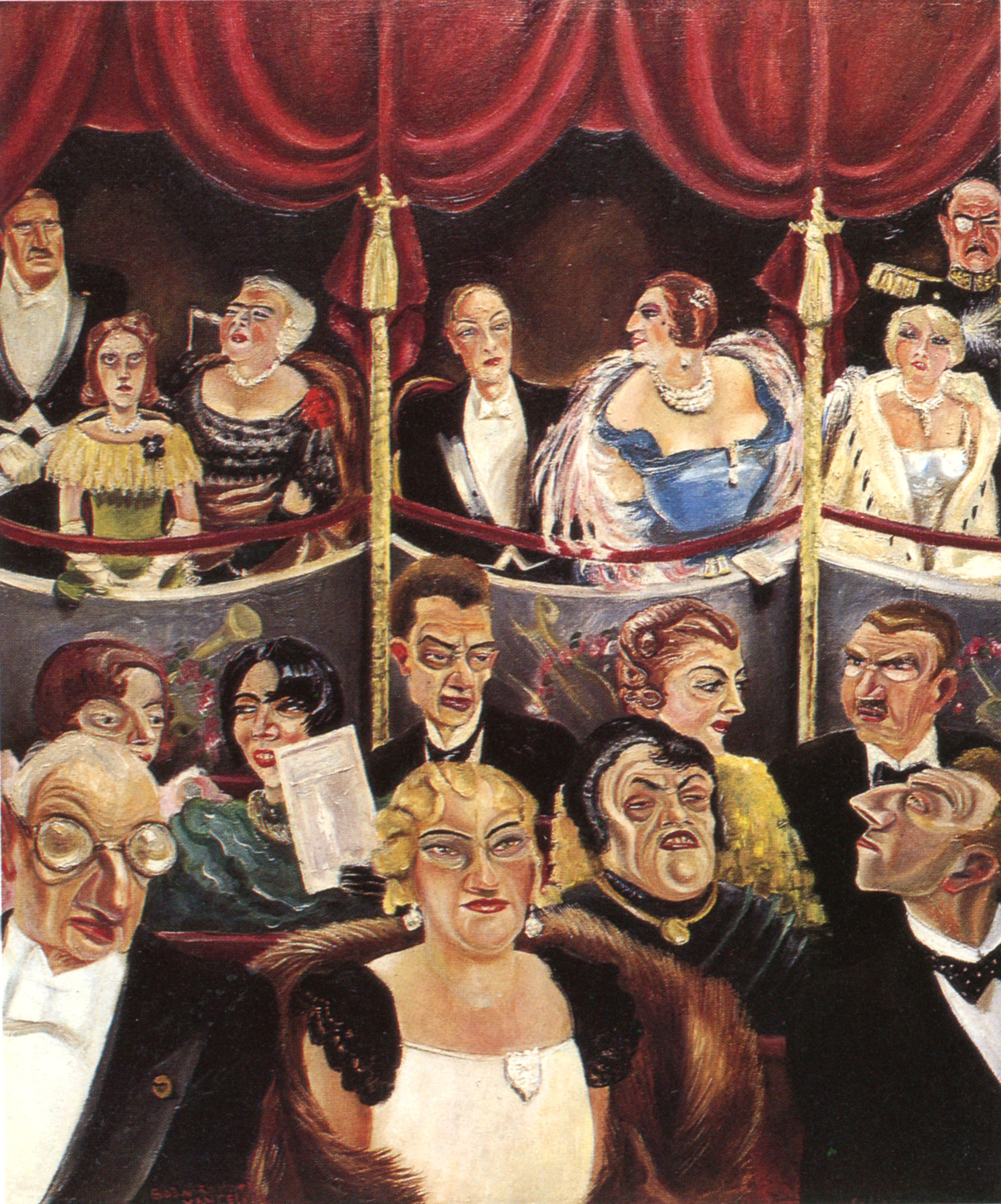
De goede partij (1934)
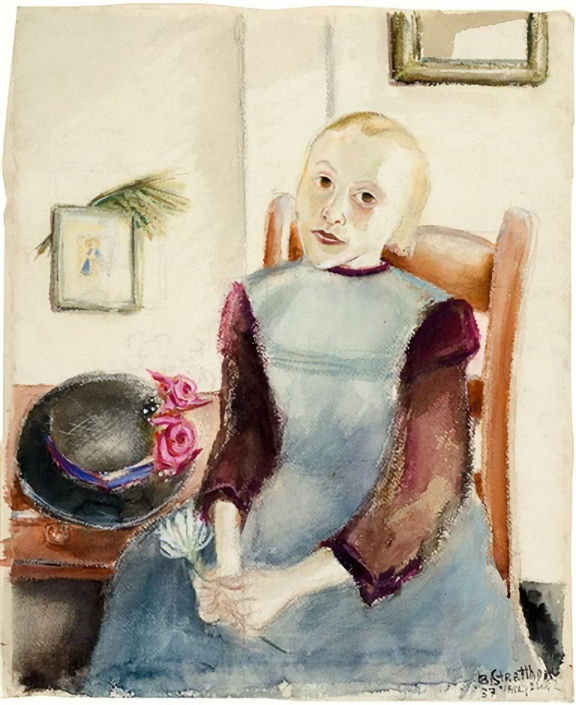
Meisje met bloem (1937)

- Biografisch Portaal: 94896751
- RKD-Nederlands Instituut voor Kunstgeschiedenis: 30759